# Charcé-Saint-Ellier-sur-Aubance
Charcé-Saint-Ellier-sur-Aubance és un municipi francès situat al departament de Maine i Loira i a la regió de País del Loira. L'any 2007 tenia 711 habitants.

## Demografia

### Població
El 2007 la població de fet de Charcé-Saint-Ellier-sur-Aubance era de 711 persones. Hi havia 252 famílies de les quals 49 eren unipersonals (33 homes vivint sols i 16 dones vivint soles), 69 parelles sense fills, 118 parelles amb fills i 16 famílies monoparentals amb fills.
La població ha evolucionat segons el següent gràfic:
Habitants censats

### Habitatges
El 2007 hi havia 301 habitatges, 252 eren l'habitatge principal de la família, 41 eren segones residències i 8 estaven desocupats. 290 eren cases i 7 eren apartaments. Dels 252 habitatges principals, 207 estaven ocupats pels seus propietaris, 40 estaven llogats i ocupats pels llogaters i 5 estaven cedits a títol gratuït; 4 tenien una cambra, 15 en tenien dues, 24 en tenien tres, 63 en tenien quatre i 145 en tenien cinc o més. 220 habitatges disposaven pel capbaix d'una plaça de pàrquing. A 99 habitatges hi havia un automòbil i a 144 n'hi havia dos o més.

### Piràmide de població
La piràmide de població per edats i sexe el 2009 era:
| Homes | Edats   | Dones |
| ----- | ------- | ----- |
| 0     | 95 o +  | 0     |
| 0     | 90 a 94 | 0     |
| 0     | 85 a 89 | 0     |
| 0     | 80 a 84 | 0     |
| 4     | 75 a 79 | 8     |
| 20    | 70 a 74 | 8     |
| 24    | 65 a 69 | 20    |
| 8     | 60 a 64 | 8     |
| 24    | 55 a 59 | 4     |
| 32    | 50 a 54 | 36    |
| 32    | 45 a 49 | 28    |
| 12    | 40 a 44 | 24    |
| 12    | 35 a 39 | 8     |
| 44    | 30 a 34 | 40    |
| 16    | 25 a 29 | 12    |
| 24    | 20 a 24 | 16    |
| 24    | 15 a 19 | 40    |
| 20    | 10 a 14 | 20    |
| 24    | 5 a 9   | 28    |
| 28    | 0 a 4   | 20    |

## Economia
El 2007 la població en edat de treballar era de 455 persones, 356 eren actives i 99 eren inactives. De les 356 persones actives 335 estaven ocupades (181 homes i 154 dones) i 20 estaven aturades (8 homes i 12 dones). De les 99 persones inactives 31 estaven jubilades, 45 estaven estudiant i 23 estaven classificades com a «altres inactius».

### Ingressos
El 2009 a Charcé-Saint-Ellier-sur-Aubance hi havia 284 unitats fiscals que integraven 807 persones, la mediana anual d'ingressos fiscals per persona era de 19.607 €.

### Activitats econòmiques
Dels 18 establiments que hi havia el 2007, 2 eren d'empreses de fabricació d'altres productes industrials, 7 d'empreses de construcció, 1 d'una empresa de transport, 1 d'una empresa financera, 2 d'empreses immobiliàries, 2 d'empreses de serveis i 3 d'empreses classificades com a «altres activitats de serveis».
Dels 7 establiments de servei als particulars que hi havia el 2009, 1 era una oficina bancària, 2 fusteries, 2 lampisteries, 1 empresa de construcció i 1 saló de bellesa.
L'any 2000 a Charcé-Saint-Ellier-sur-Aubance hi havia 27 explotacions agrícoles que ocupaven un total de 1.173 hectàrees.

## Poblacions més properes
El següent diagrama mostra les poblacions més properes.